# Chim lội suối
Chim lội suối hay hoét nước họng trắng, hoét nước Á-Âu, (danh pháp hai phần: Cinclus cinclus) là một loài chim thuộc họ Lội suối. Đây là một loài chim sẻ thủy sinh ở châu Âu, Trung Đông, Trung Á và Tiểu lục địa Ấn Độ. Loài được chia thành nhiều phân loài, chủ yếu dựa trên sự khác biệt màu sắc, đặc biệt là của dải màu ngực. Chim lội suối là quốc điểu của Na Uy.
Loài này là loài hét nước duy nhất có mặt tại Việt Nam. Chim lội suối dài khoảng 18 cm (7.1 in) dài, tròn trĩnh và đuôi ngắn. Đầu con trưởng thành (gularis và aquaticus) có màu nâu, lưng có màu xám đá phiến lốm đốm màu xám trở lại với màu đen, nhìn phía sau từ một khoảng cách, và cánh và đuôi có màu nâu. Cổ họng và ngực trên có màu trắng, theo sau bởi một dải màu hạt dẻ ấm áp kết hợp thành màu đen trên bụng và hai bên sườn. Con non có màu xám nâu và không có dải màu hạt dẻ.
Con trống có giọng hát ngọt ngào như tiêu liêu. Khi tán tỉnh con mái, con trống hót trong khi chạy và phô diễn các ngực trắng.

## Hình ảnh

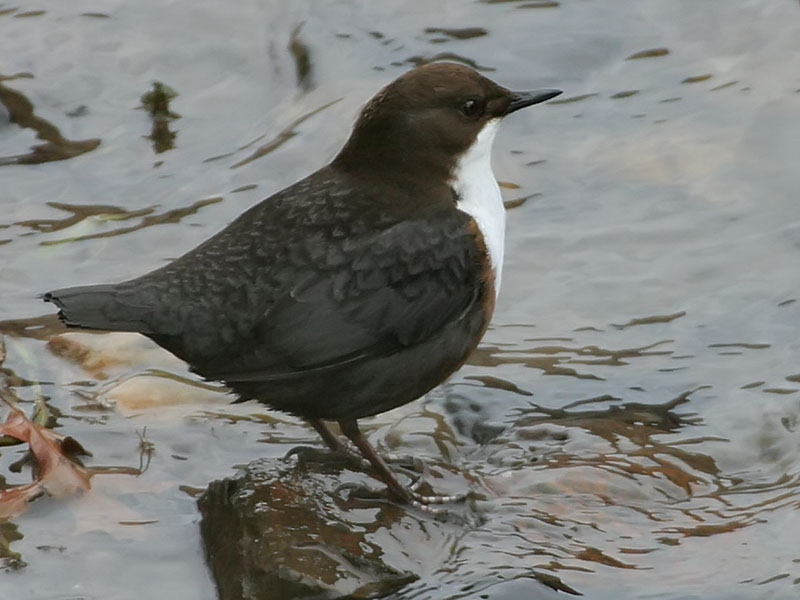
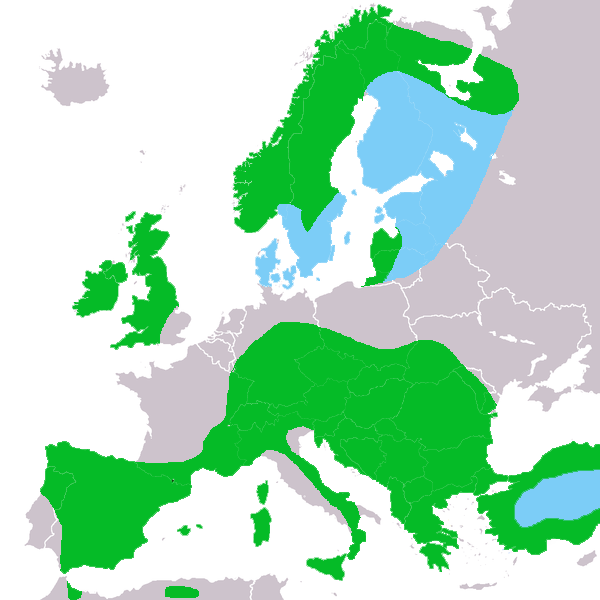
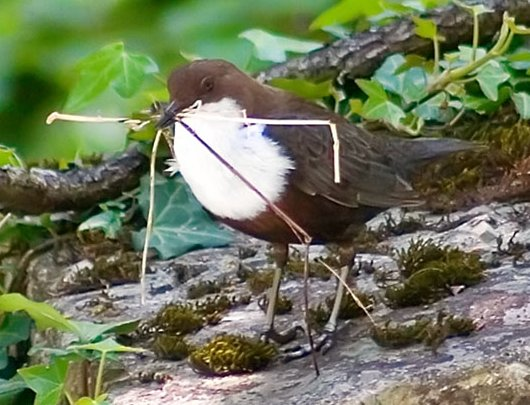
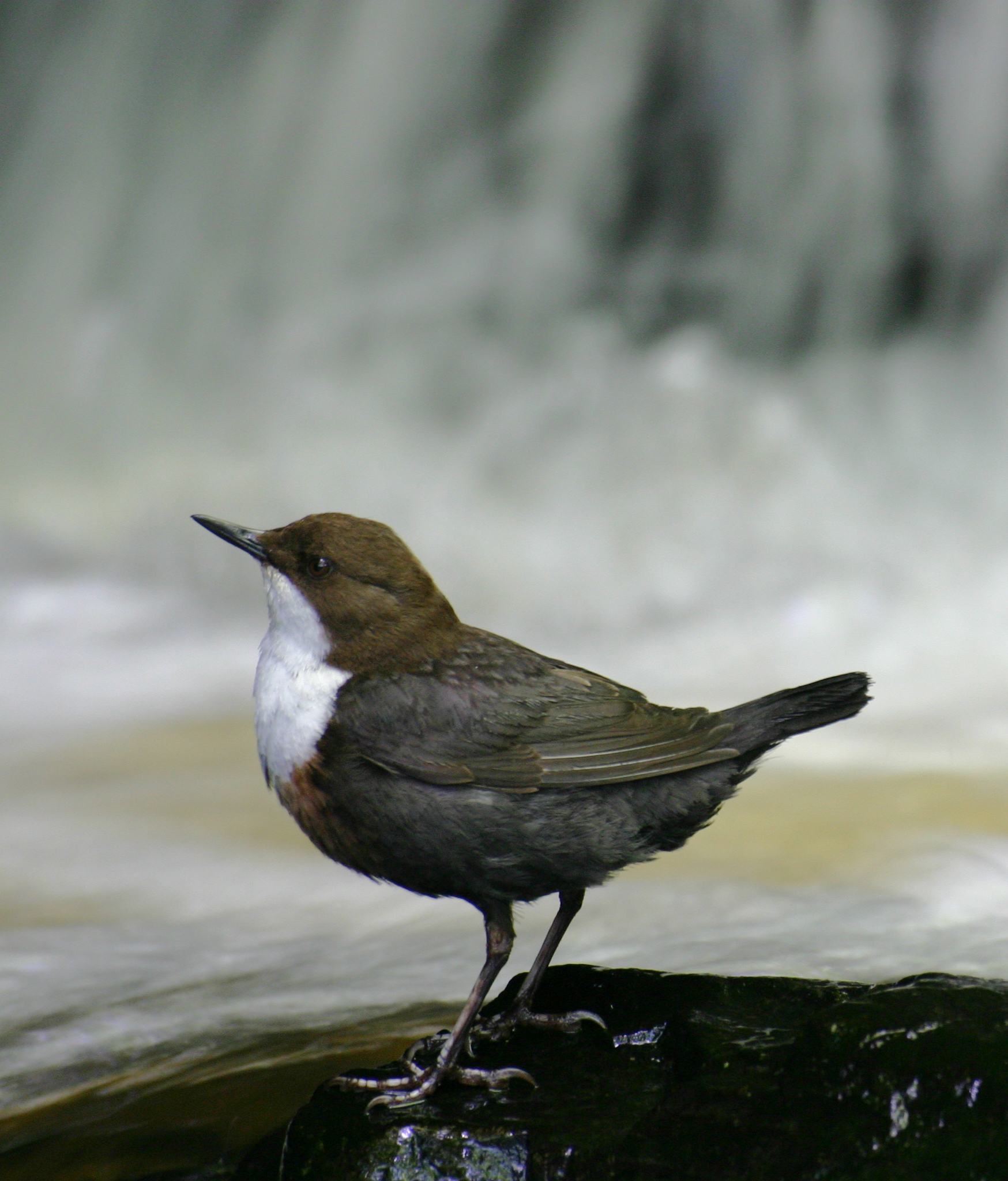
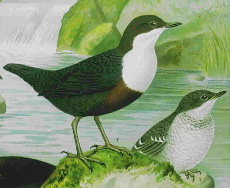
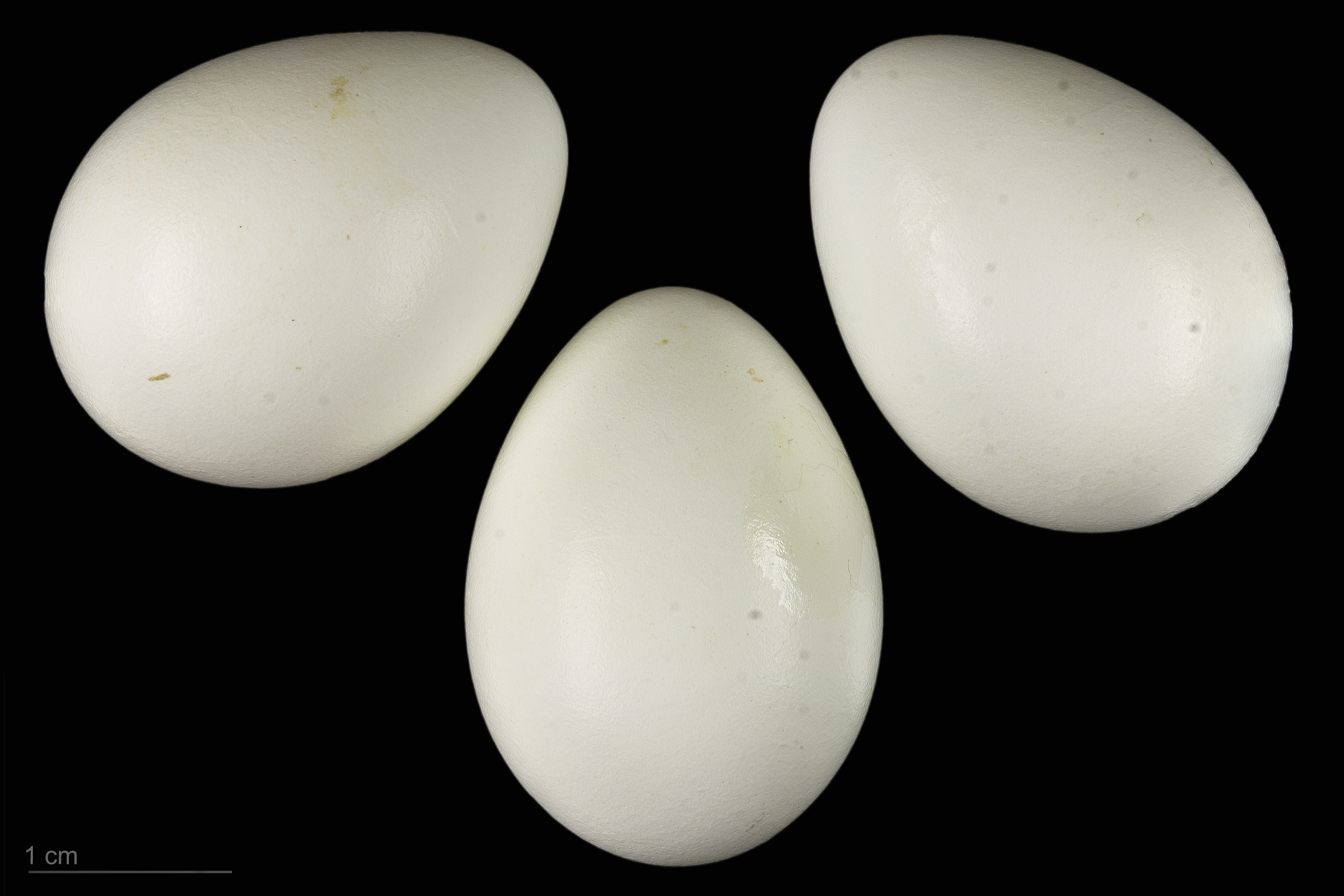
Cinclus cinclus